# Публий Дуцений Вер
Публий Дуцений Вер (на латински: Publius Ducenius Verus) е политик и сенатор на Римската империя в края на 1 век.
През 95 г. той е суфектконсул заедно с Авъл Буций Лапий Максим. Той е и понтифекс.